# Foetale pool

Het latere stadium van de allantoische ontwikkeling en beginnende verkleining van de dooierzak. 1 Hart, 2 Vruchtzak of amnionholte, 3 Foetale pool, 4 Hechtsteel, 5 Chorionvilli, 6 Allantois, 7 Dooierzak, 8 Chorion. Het chorion omhult de chorionholte.

De foetale pool is een verdikking aan de rand van de dooierzak van een embryo tijdens de zwangerschap en groeit met 1 mm per dag. Het is het begin van het embryo, dat op dat moment een kleine kommavorm heeft. Bij mensen wordt het embryo een foetus genoemd vanaf een conceptionele leeftijd van 6 à 8 weken, en daarmee een postmenstruele leeftijd van 8 à 10 weken, tot de geboorte.
De foetale pool is meestal na zes weken zichtbaar met vaginale echografie en na zes en een halve week met echografie via de buik. Het is echter ook mogelijk dat de foetale pool pas na ongeveer 9 weken zichtbaar is.
De foetale pool is zichtbaar als de foetus 2-4 mm kop-romplengte lang is.
Bij een foetale pool lengte van meer dan 7 mm kan een foetale hartslag worden waargenomen.